# Крушовица (област Плевен)
Вижте пояснителната страница за други значения на Крушовица.
Кру̀шовица е село в Северна България. То се намира в община Долни Дъбник, област Плевен.

## География
Село Крушовица е разположено на 22 km югозападно от областния център Плевен.
То е географски център на община Долни Дъбник.
На 9 km северно е разположен общинския център гр. Долни Дъбник; на 9 km североизточно е с. Градина; на 5 km източно е с. Петърница; на 9 km югоизточно е с. Бъркач; на 7 km югозападно е с. Садовец; на 5 km западно е с. Горни Дъбник.
На един километър от селото тече река Вит, която никога не го е наводнявала, тъй като то е разположено на малка естествена височина.
В селото има 5 обществени чешми – една над селото (Лукач) и четири под селото (Танината, Ваткинската, Янината и Орешковец).
Повечето от земята в землището на селото е чернозем и е обработваема.

## История
В началото на османското владичество, а вероятно и по време на Втората българска държава, селото е влизало в кааза (област) Мроморнича (бълг. Мраморница).
През 2005 г. село Крушовица отпразнува много тържествено 1000 (хиляда) години от своето създаване.
При избухването на Балканската война един човек от Крушовица е доброволец в Македоно-одринското опълчение.

## Забележителности
Църквата в селото е „Свети Архангел Михаил“.
Покрай реката има места за отдих и почивка: Белилката, Мечата дупка, Станчовото, Писашкото, Тръпката, Рогуля, Плочата, Бента.

### Паметници
| Паметник | Местонахождение                                  | Изображения | Изображения | Изображения |
| --- | ------------------------------------------------ | ----------- | ----------- | ----------- |
| Паметник на Леон Вагнер от Лейб-гвардейски Московски полк, починал от раните си след битката при Горни Дъбник на 12 октомври 1877 г. | В селското гробище GPS 43°21′08.5″N 24°24′35.2″E |             |             |             |
| Паметник на полковник Алексей Доброволски от 9 драгунски Казански полк, убит на 16 октомври 1877 г. при Долни Дъбник                 | В селското гробище GPS 43°21′07.5″N 24°24′36.1″E |             |             |             |

## Редовни събития
Традиционни местни празници са панаирът на селото на 28 август (Голяма Богородица по стар стил) и сборът на селото на 21 ноември (Архангеловден по стар стил).
От 2018 г. всяка последна събота от месец август в селото се провежда фолклорен фестивал „Вит тече и разказва“, като негов домакин е НЧ„Развитие 1907“, с. Крушовица.
В селото, към читалището са създадени певческа група „Крушовчанки“, танцова формация „Крушовиче“ и коледарска група, която всяка година обикаля за здраве и берекет къщите в селото.
Крушовица е описана като село пълно с образи и зевзеци в хумористичната книга на Васил Крумов – „Не си случила със снахата“.